# (2599) Veselí
(2599) Veselí est un astéroïde de la ceinture principale.

## Description
(2599) Veselí est un astéroïde de la ceinture principale. Il fut découvert le 29 septembre 1980 à l'Observatoire Kleť par Zdeňka Vávrová. Il présente une orbite caractérisée par un demi-grand axe de 2,53 UA, une excentricité de 0,17 et une inclinaison de 15,4° par rapport à l'écliptique.

## Compléments